# Росс, Джон Роберт
Джон Роберт Росс (англ. John Robert «Haj» Ross; 7 мая 1938, Бруклайн, штат Массачусетс — 13 мая 2025) — американский лингвист-генеративист, профессор лингвистики и технической коммуникации в Университете Северного Техаса. Дж. Росс, наряду с Дж. Лакоффом, П. Посталом и Дж. Мак-Коли, был одним из авторов теории порождающей семантики. Джон Росс ввел в научный оборот много важных синтаксических понятий, среди которых скрэмблинг, «эффект крысолова», «синтаксический остров».

## Научная деятельность
В 1960 году Дж. Росс получил степень бакалавра искусств Йельского университета в области лингвистики, а в 1964 году — степень магистра искусств Пенсильванского университета в области лингвистики (тема диссертации — «Фрагмент грамматики для английских суперлативов»). В 1967 году Росс стал доктором философии в Массачусетском технологическом институте, защитив диссертацию «Ограничения на переменные в синтаксисе», посвящённую обобщению ограничений на трансформации, существующих в языках мира. Публикация этой работы состоялась лишь в 1986 году, однако диссертация распространялась по всему миру в мимеографических копиях и стала наиболее цитируемой диссертацией в лингвистике:545.
В диссертации Россу удалось показать, что контекстные ограничения для различных трансформаций совпадают и потому поддаются обобщению в большей степени, чем трансформации. Дж. Росс ввёл понятие синтаксического острова — фрагмента синтаксической структуры, часть которого не может быть выдвинута в более высокую позицию в дереве структуры:551. К «островам» относятся подлежащее, выраженное клаузой, относительное придаточное предложение, сочинительное словосочетание и придаточное предложение, вводимое относительным местоимением или местоименным наречием. Работа Росса склонила лингвистов генеративного направления к уменьшению числа различных трансформаций, признаваемых теорией, и замене их разнообразия системой ограничений:552.
Скончался в мае 2025 года.